# Kleczanów
Kleczanów – wieś w Polsce położona w województwie świętokrzyskim, w powiecie sandomierskim, w gminie Obrazów.
Wieś kościelna Kliczanów położona była w drugiej połowie XVI wieku w powiecie sandomierskim województwa sandomierskiego. W latach 1954–1972 wieś należała i była siedzibą władz gromady Kleczanów. W latach 1975–1998 miejscowość administracyjnie należała do województwa tarnobrzeskiego.
Przez miejscowość przebiega droga krajowa nr 77 z Lipnika do Przemyśla.
Przez wieś przechodzi  zielony szlak turystyczny z Chańczy do Pielaszowa.

## Historia
Kleczanów to jedna z najstarszych miejscowości w regionie.
W 2013 odkryty tu został datowany na 5000 lat wstecz grób ludności kultury złockiej, której ślady do tej pory znane były jedynie z okolic Sandomierza i niewielkiej enklawy pod Pacanowem. Pochodzący z końca środkowego neolitu pochówek ma postać grobu niszowego, z pionowym szybem długości 1,5 m, który prowadzi do wydrążonej w lessowym podłożu niszy o wymiarach ok. 1,8 x 2,3 m, której płaskie dno znajduje się na głębokości ok. 2 m. Wewnątrz badacze natrafili na należące do kobiety kości i kilka innych drobnych artefaktów.     
Na terenie wsi znajduje się również odkryte w miejscowym lesie cmentarzysko kurhanowe dawnej osady pochodzące co najmniej z IX wieku.
Jak podaje Jan Długosz tutejsza parafia została założona w 990 r. Według miejscowej tradycji, Kleczanów mógł mieć nawet status miasta. W 1240 r. został jednak całkowicie zniszczony podczas najazdu Tatarów. Ludność Kleczanowa została wymordowana, zniszczeniu uległ też pierwotny kościół. Kolejny najazd tatarski nastąpił w 1287 r. Na przełomie XIII i XIV wieku wieś została odbudowana. Pod koniec XVII wieku, rozebrano dawny kościół i wzniesiono nowy, który stoi w Kleczanowie do dzisiaj. Do 1819 r. wieś była własnością klasztoru Norbertanek, najpierw w Krzyżanowicach, a potem w Busku.
W 1864 w wyniku uwłaszczenia chłopów przeprowadzonego na mocy ukazu cara Aleksandra II Romanowa mieszkańcy Kleczanowa stali się właścicielami posiadanej ziemi i budynków, natomiast folwark w latach 1864–1919 należał do rosyjskiego administratora, Chruszczewa, który otrzymał majątek w tej okolicy, w nagrodę za tłumienie powstania styczniowego. W 1919 folwark w Kleczanowie został rozparcelowany. 
W lesie obok Kleczanowa znajdują się zbiorowe groby partyzantów wymordowanych przez Niemców w latach 1939 do 1945. Największa mogiła znajduje się na brzegu lasu od strony Opatowa. Spoczywa w niej 29 ofiar czterech egzekucji. Najwięcej, bo aż 20 osób rozstrzelano 19 kwietnia 1944 roku. Druga mogiła, w której spoczywa pięć osób rozstrzelanych 24 sierpnia 1943, znajduje się na początku lasu od strony Sandomierza.
W 1988 szkole podstawowej w Kleczanowie nadano imię Batalionów Chłopskich.

## Zabytki
- Drewniany kościół parafialny pw. św. Katarzyny i św. Stanisława Kostki z końca XVII w., przebudowany w 1775 r. oraz drewniana dzwonnica z 1775 r., wpisane do rejestru zabytków nieruchomych (nr rej.: A.705/1-2 z 25.02.1957, z 20.05.1966 i z 14.06.1977)[10].
- Wczesnośredniowieczne kurhany, z VI–X w., w miejscowym lesie.